# Prusice (Polsko)
Prusice (německy Prausnitz) je město v Polsku v Dolnoslezském vojvodství v okrese Trzebnica. Je sídlem stejnojmenné městsko-vesnické gminy. V roce 2023 zde žilo 2 164 obyvatel.

## Název
V roce 1295 v latinské kronice Liber fundationis episcopatus Vratislaviensis (polsky: Księga uposażeń biskupstwa wrocławskiego) je obec zmiňována jako Prusznicz. V roce 1847 byl uváděn název Pruśnica, v roce 1896 se objevil název Prusice nebo německy Prausnitz.
Geografický slovník Polského království (Słownik geograficzny Królestwa Polskiego), který byl vydán na přelomu 19. a 20. století uvádí polský název Prusice a německý název Prausnitz. Po druhé světové válce se používal pro železniční zastávku v Prusicích přechodně název Prusznica.

## Historie
První písemná zmínka o obci pochází z roku 1136. Městská práva získala v roce 1287. Jindřich II. Pobožný nechal vystavět v Prusicích zámek, který byl přestavěn v 16. století. V době druhé světové války byl v Prusicích pobočka koncentračního tábora Groß-Rosen. Prusice pozbyly městská práva v roce 1951 a získaly je zpět v roce 2000.
V letech 1975–1998 město patřilo pod Vratislavské vojvodství.

## Památky

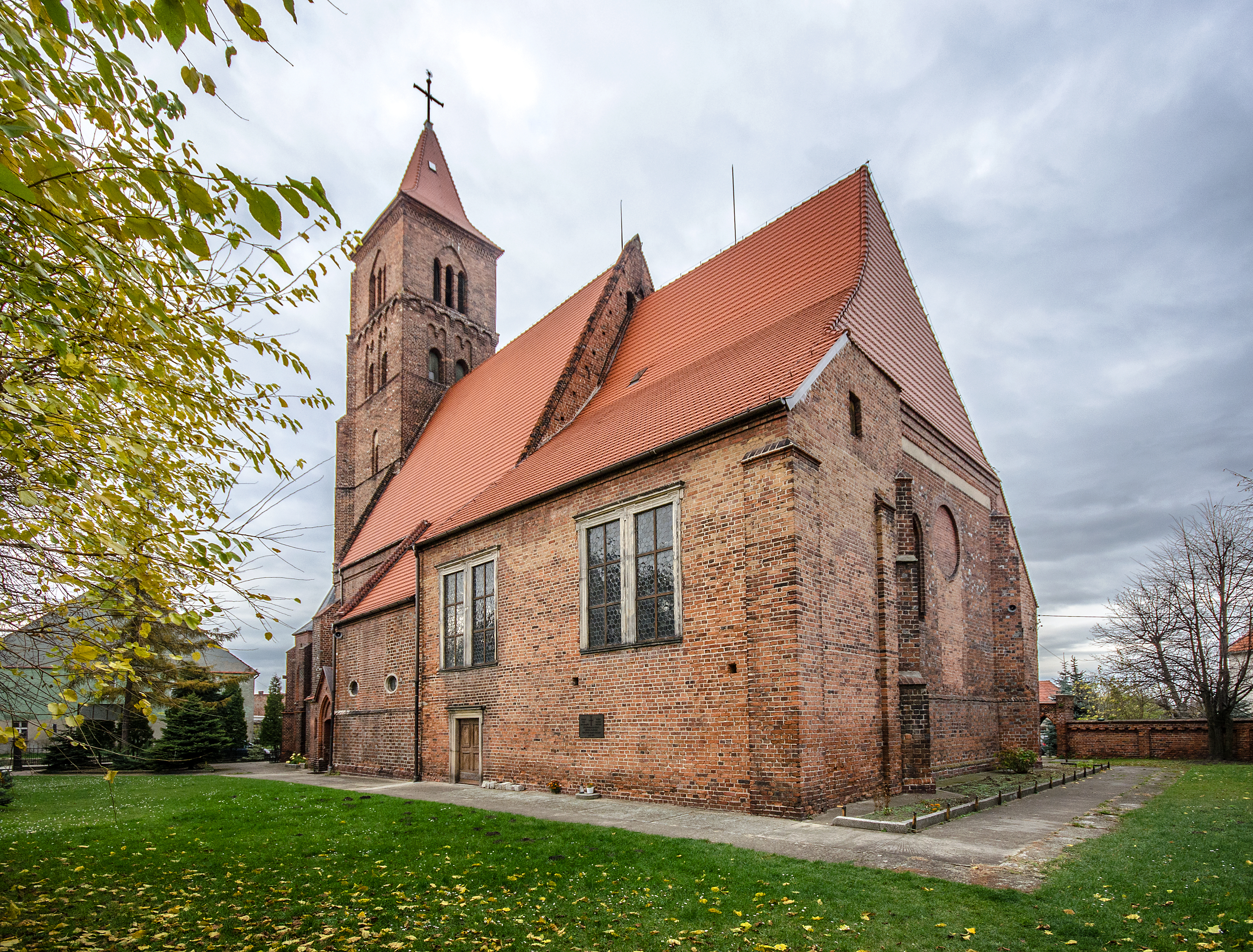
Kostel sv. Jakuba staršího

Podle Národního památkového institutu (Narodowy Instytut Dziedzictwa) jsou zapsány kulturní památky:
- Kostel sv. Jakuba staršího, gotický kostel z 15. století
- Evangelický kostel z období 1910–1911
- Farní hřbitov z druhé poloviny 19. století
- Renesanční radnice z období kolem roku 1600